# Arco da Rua Augusta

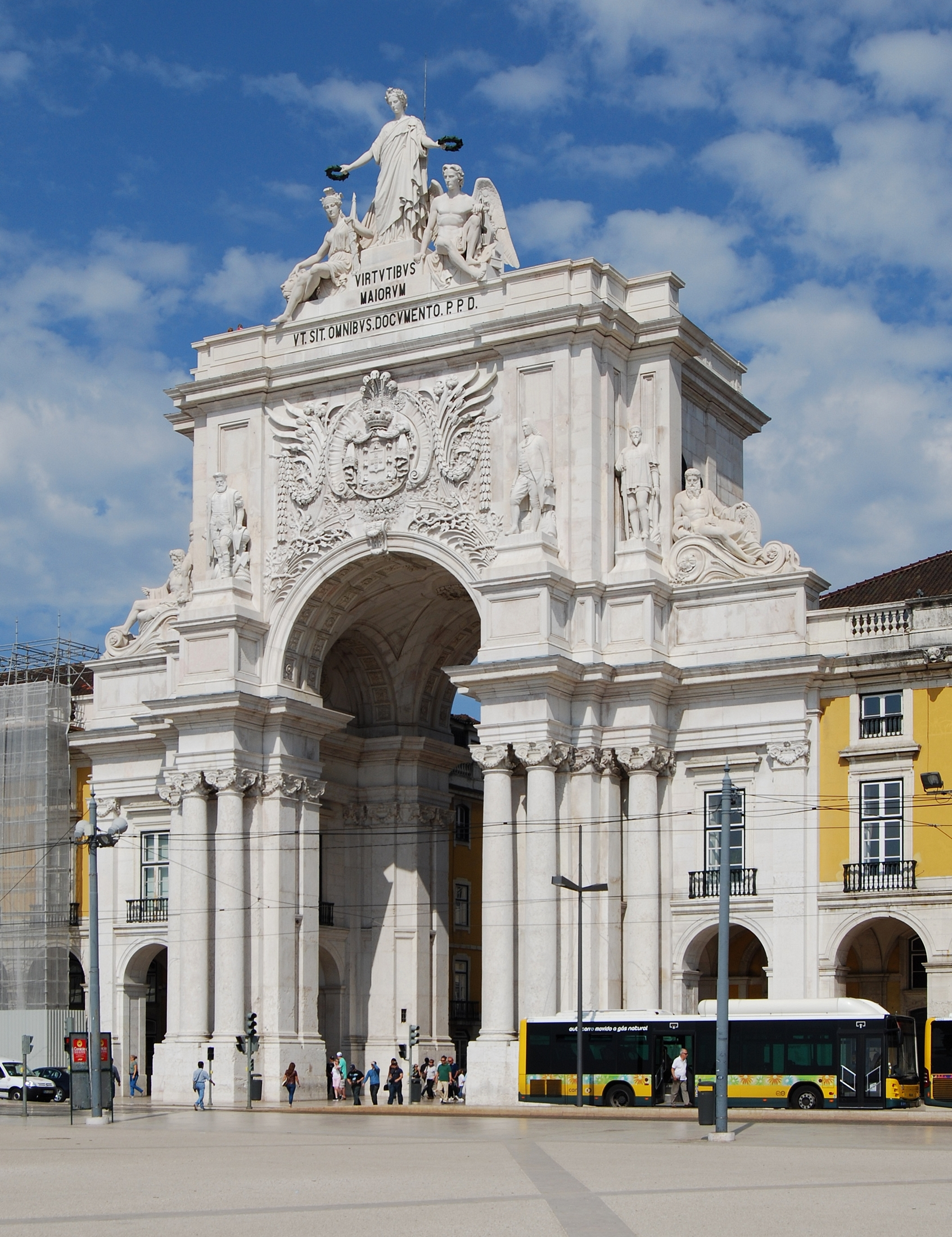
Arco da Rua Augusta (2014)

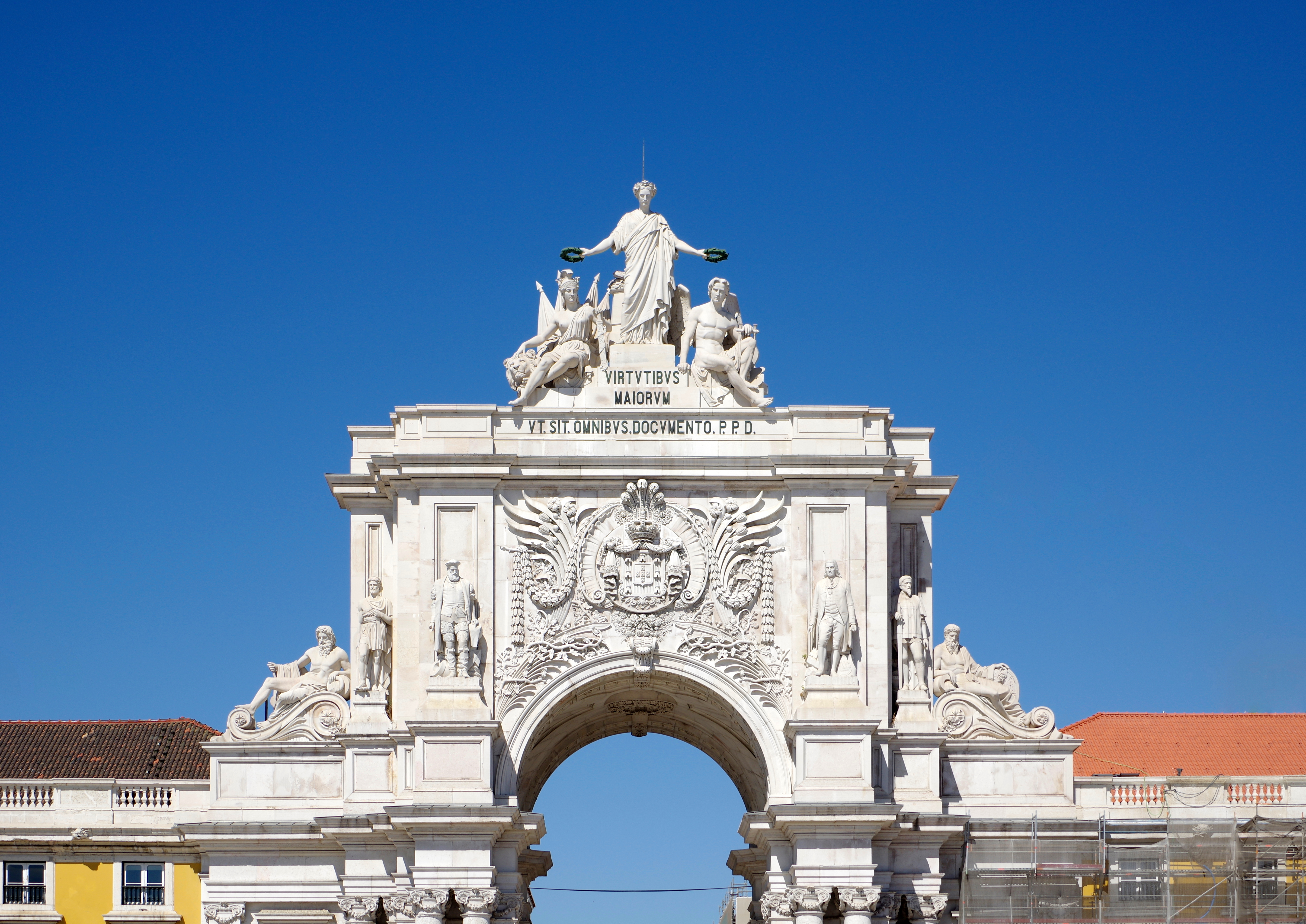
Der obere Teil mit den Statuen

Der Arco da Rua Augusta (auch Arco do Triunfo) ist ein Triumphbogen im Zentrum der portugiesischen Hauptstadt Lissabon. Er befindet sich an der Nordseite der Praça do Comércio und bildet den Auftakt der Rua Augusta, der Zentralachse der Baixa Pombalina.

## Geschichte
Sein Bau erfolgte im Zuge der Neuplanung der Baixa Pombalina nach dem Erdbeben von 1755. Ein erster Entwurf wurde ab 1775 realisiert. Ob er vollendet wurde, ist nicht bekannt. Königin Maria I. ließ ihn nach ihrer Thronbesteigung und der Entlassung des Marquês de Pombal 1777 abreißen.
Erst 1873 wurde unter Architekt Veríssimo José da Costa die Idee eines Triumphbogens wieder aufgenommen. Die Arbeiten konnten 1875 abgeschlossen werden.

## Beschreibung
Im oberen Bereich des Bogens befinden sich Skulpturen von Célestin Anatole Calmels. Sie zeigen die Göttin Gloria, den Genius und den Wert krönend. Auf einer Ebene darunter stellen Skulpturen von Vitor Bastos die historischen Personen Nuno Álvares Pereira, Viriato, Vasco da Gama und Marquês de Pombal dar.
Die Inschrift führt zurück in die Zeit der portugiesischen Entdeckungen: VIRTVTIBVS MAIORVM VT SIT OMNIBVS DOCVMENTO. P(ecunia) P(ublica) D(edicatus) (Den Tugenden der Vorfahren, damit es allen als Zeugnis diene. Gewidmet auf öffentliche Kosten).